# Acquiring the Taste
Acquiring the taste fue el segundo disco de la banda británica de rock progresivo Gentle Giant, publicado el 16 de julio de 1971. Considerado como uno de los mejores álbumes de la banda por sus fanes, este álbum representa una gran mejora en cuanto a arreglos y producción con respecto al álbum de debut de la banda, Gentle Giant.

## Listado de canciones
Todas las canciones fueron escritas por D. Shulman, R. Shulman, P. Shulman y K. Minnear, y los arreglos realizados por Gentle Giant.

### Cara A
1. "Pantagruel's Nativity"  – 6:50
2. "Edge of Twilight"  – 3:47
3. "The House, The Street, The Room"  – 6:01
4. "Acquiring the Taste"  – 1:36

### Cara B
1. "Wreck"  – 4:36
2. "The Moon Is Down"  – 4:45
3. "Black Cat"  – 3:51
4. "Plain Truth"  – 7:36

## Músicos
- Gary Green - guitarra eléctrica, guitarra de 12 cuerdas, voz.
- Kerry Minnear - piano eléctrico, órgano, melotrón, vibráfono, sintetizador Moog, piano, celesta, clavicordio, clavecín, timbal, xilófono, maracas, voz.
- Derek Shulman - saxo alto, clavicordio, cencerro, voz.
- Phil Shulman - saxos alto y tenor, clarinete, trompeta, piano, claves, maracas, voz.
- Ray Shulman - bajo, violín, viola, violín eléctrico, guitarra clásica, pandereta, guitarra de 12 cuerdas, voz.
- Martin Smith - batería, aro de sonajas, gongs, caja orquestal.

### Músicos invitados
- Paul Cosh - trompeta y órgano
- Tony Visconti - flauta, triángulo, bombo.
- Chris Thomas - sintetizador Moog.